# Charles Demuth

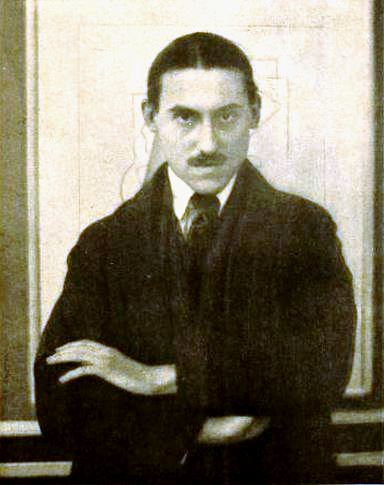
Charles Demuth 1922.

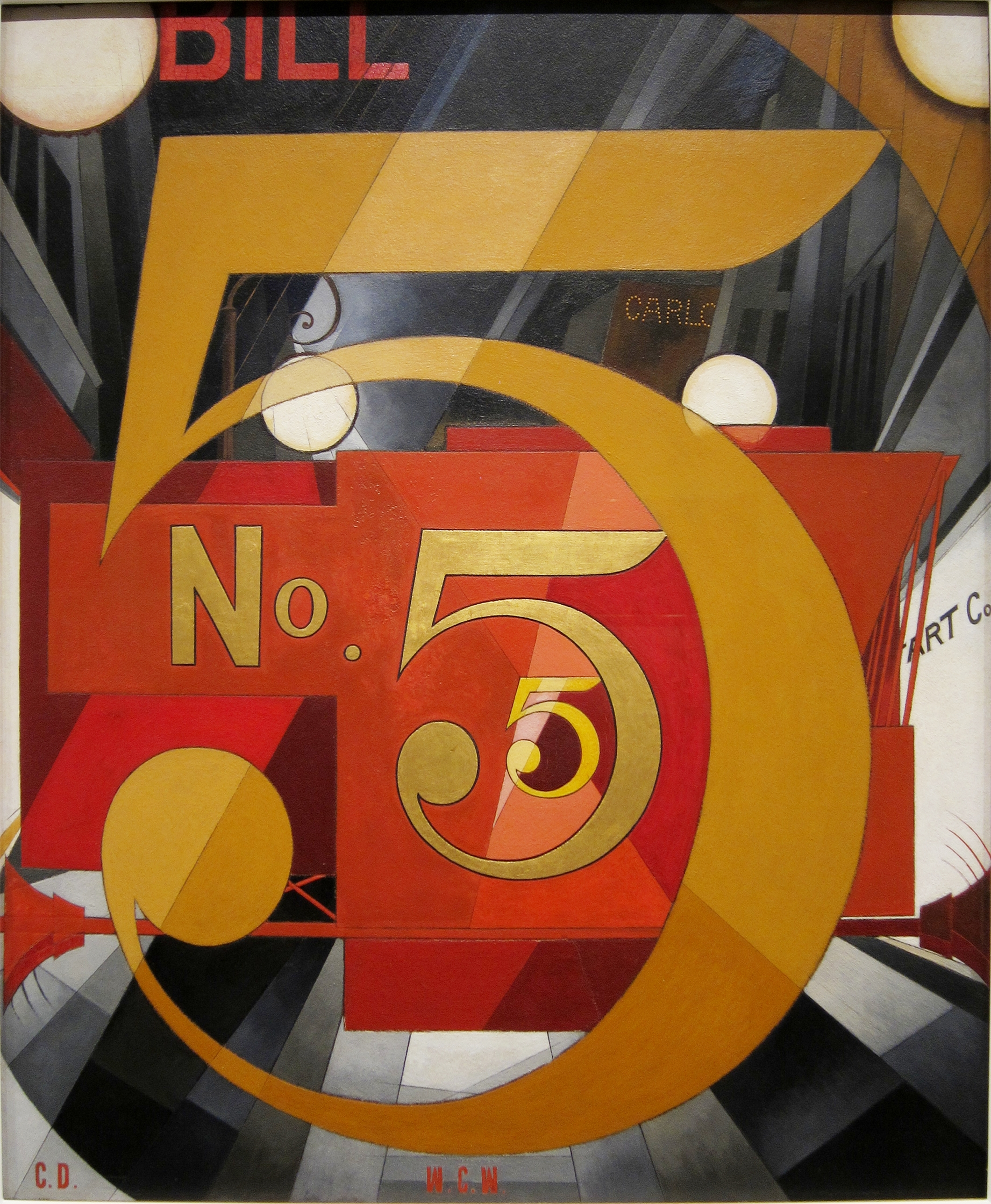
I Saw the Figure 5 in Gold (1928).

Charles Demuth, född 9 november 1883 i Lancaster i Pennsylvania, död 23 oktober 1935 i Lancaster, var en amerikansk konstnär.

## Biografi
Demuth studerade vid Pennsylvania Academy of the Fine Arts i Philadelphia. Under studietiden träffade han William Carlos Williams, en person han hade som nära vän resten av livet.
Han studerade senare vid Académie Colarossi och Académie Julian i Paris, där han blev en del av avantgarde-konstscenen. Det parisiska konstnärsamhället accepterade Demuths homosexualitet.
Demuth var känd som en målare i den precisionistiska stilen, och använde sig av rena linjer och geometri i sina bilder, han mest kända verk I Saw the Figure 5 in Gold, målade 
han som en hyllning till William Carlos Williams, verket ingår sedan 1948 i The Metropolitan Museum of Arts permanenta samlingar. 2013 gav US Postal Service ut ett frimärke med verket på.

### Privatliv
Demuth led antingen av den skada han fick när han var fyra år gammal, eller av skador av polio eller tuberkulos. Skadorna gjorde att han haltade och tvingades gå med käpp. Demuth utvecklade senare diabetes och var en av de första i USA som fick insulin. Han avled i Lancaster, Pennsylvania vid 51 års ålder på grund av diabeteskomplikationer.
Charles favorittillhåll var Lafayette Baths, en bastuklubb. Hans homoerotiska självporträtt från 1918 tros vara målat på denna plats.

## Galleri

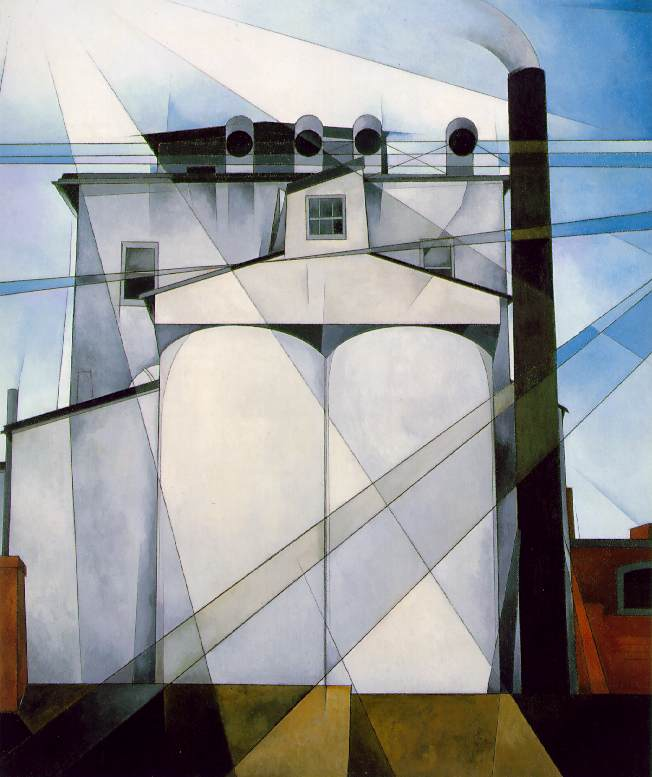
My Egypt 1927.
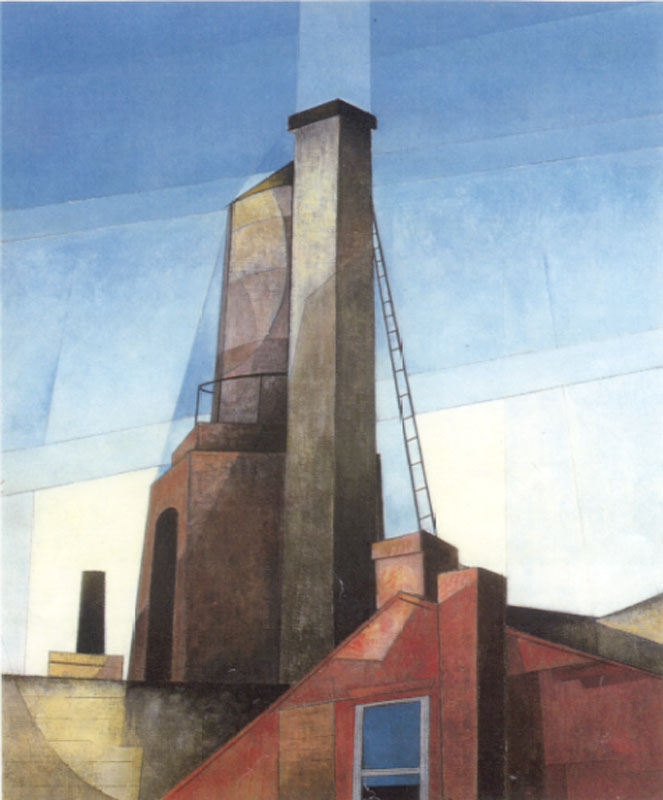
Aucassiu and Nicolette 1921.
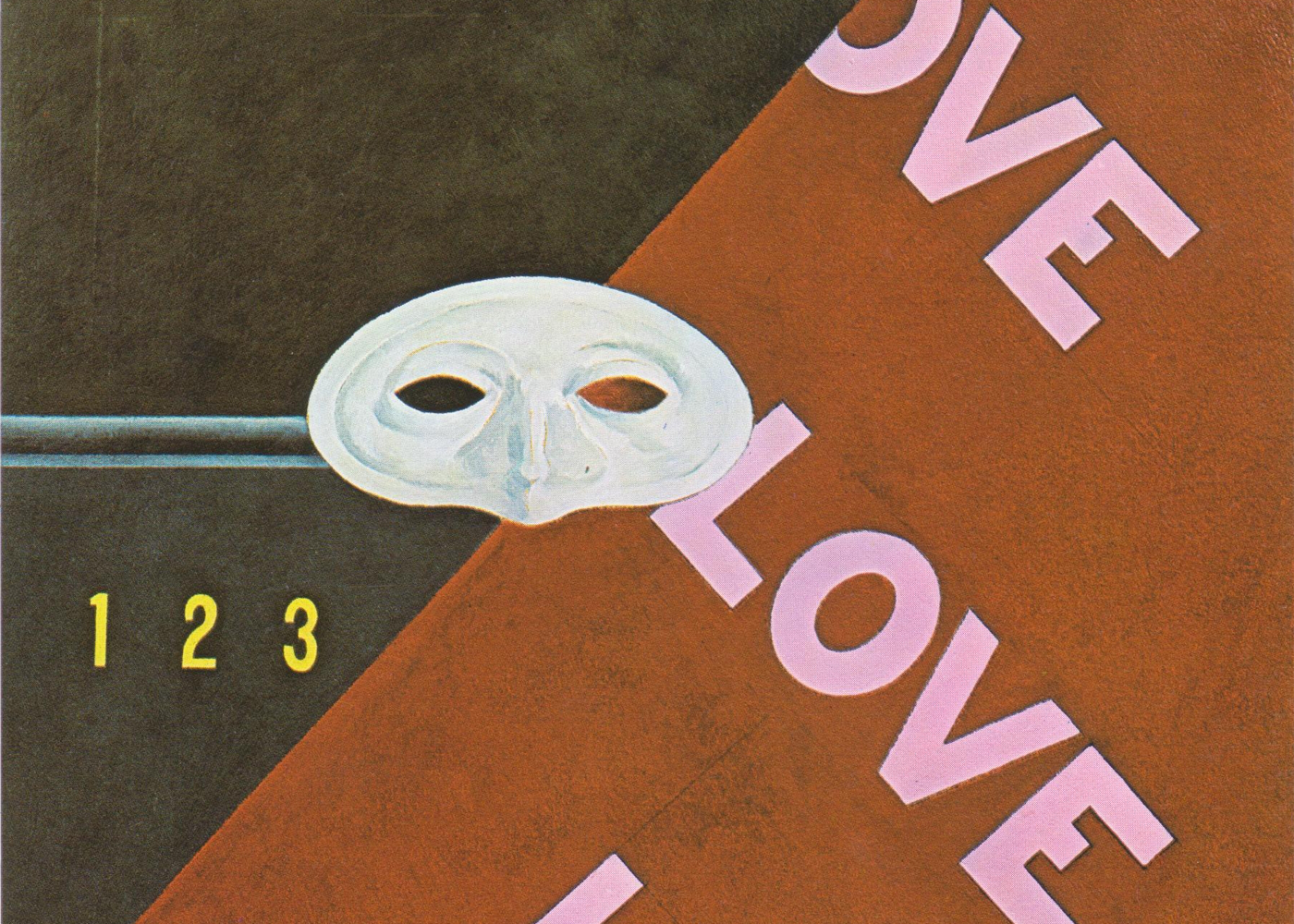
Love Love Love  1928.
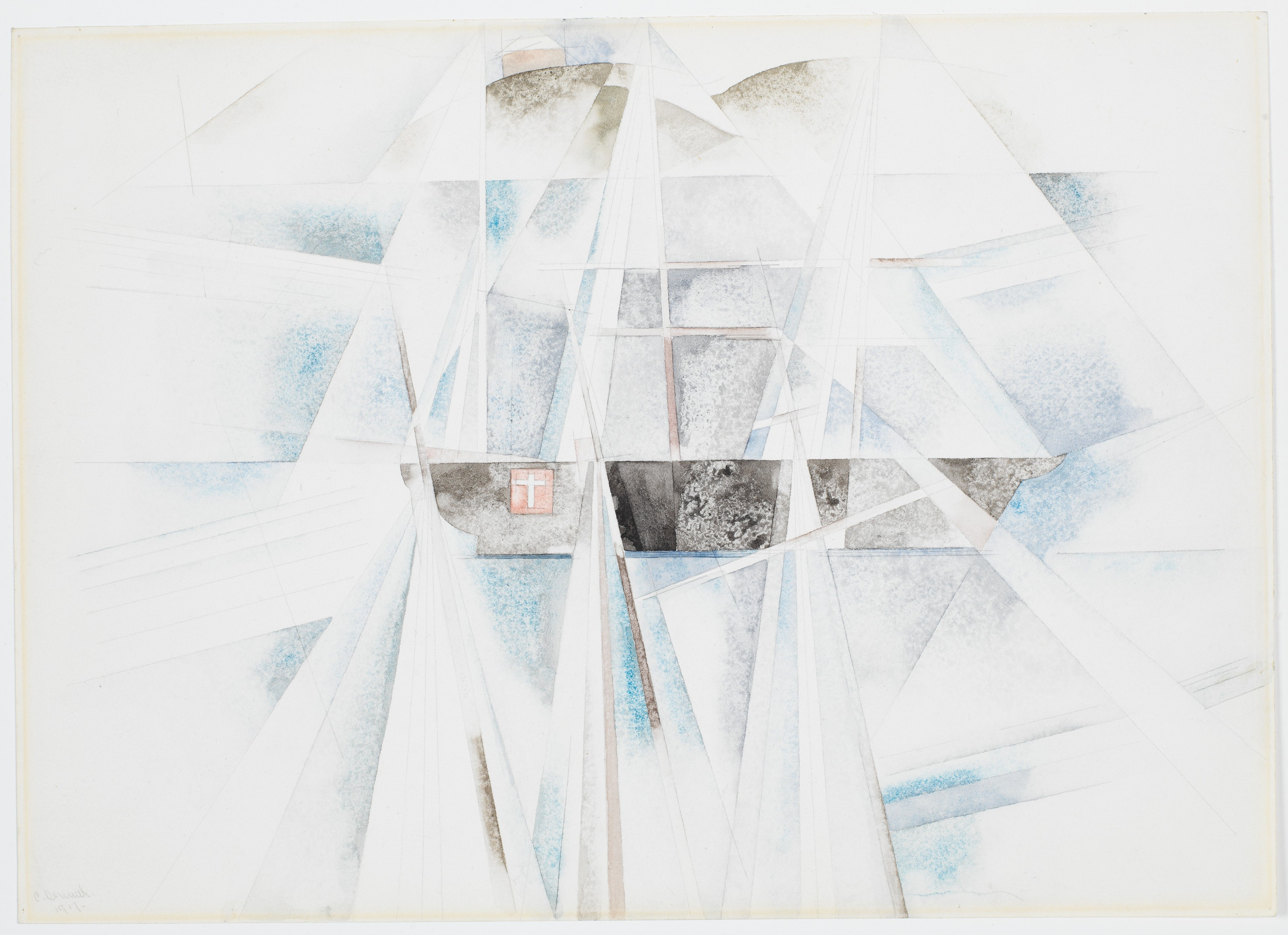
Bermuda No. 2, The Schooner  1917.
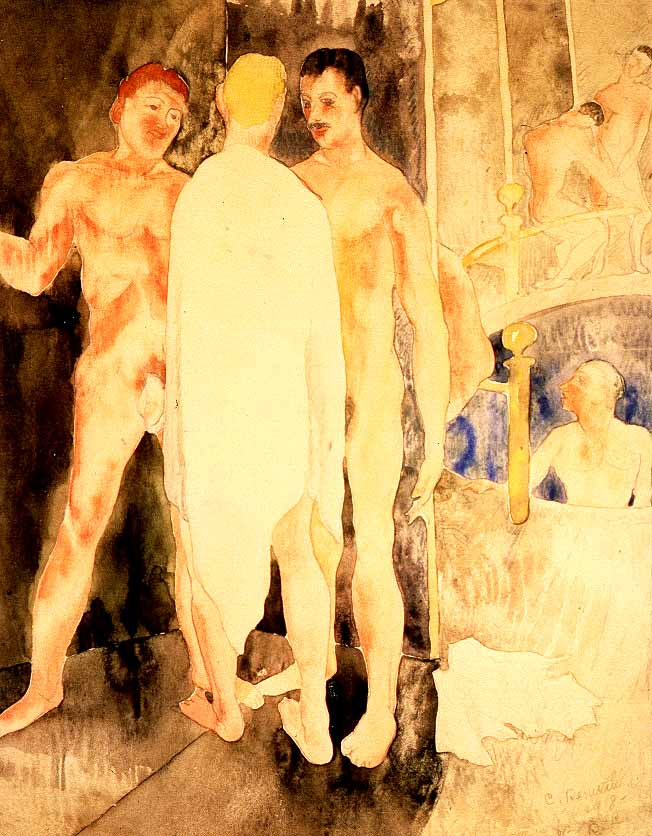
Självporträtt i turkiskt bad  1918.
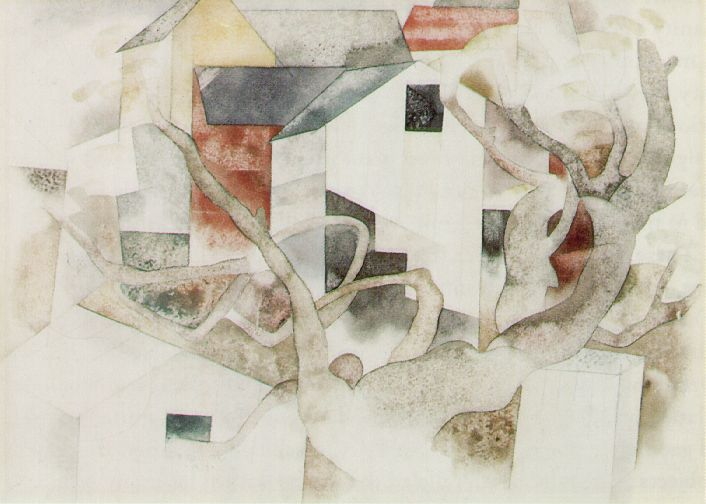
Trees and Barns Bermuda 1917.
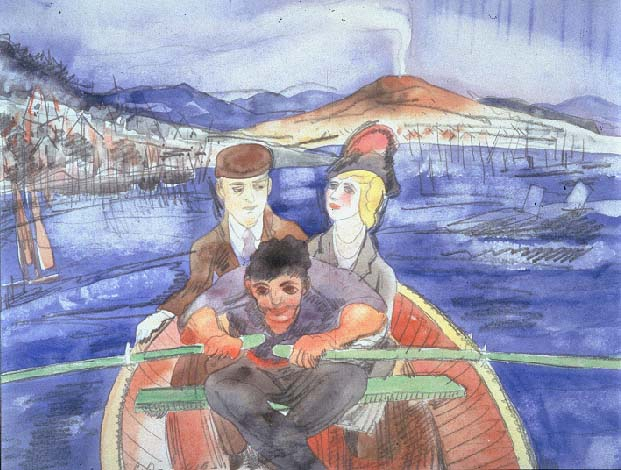
The Boat Ride from Sorrento 1919.
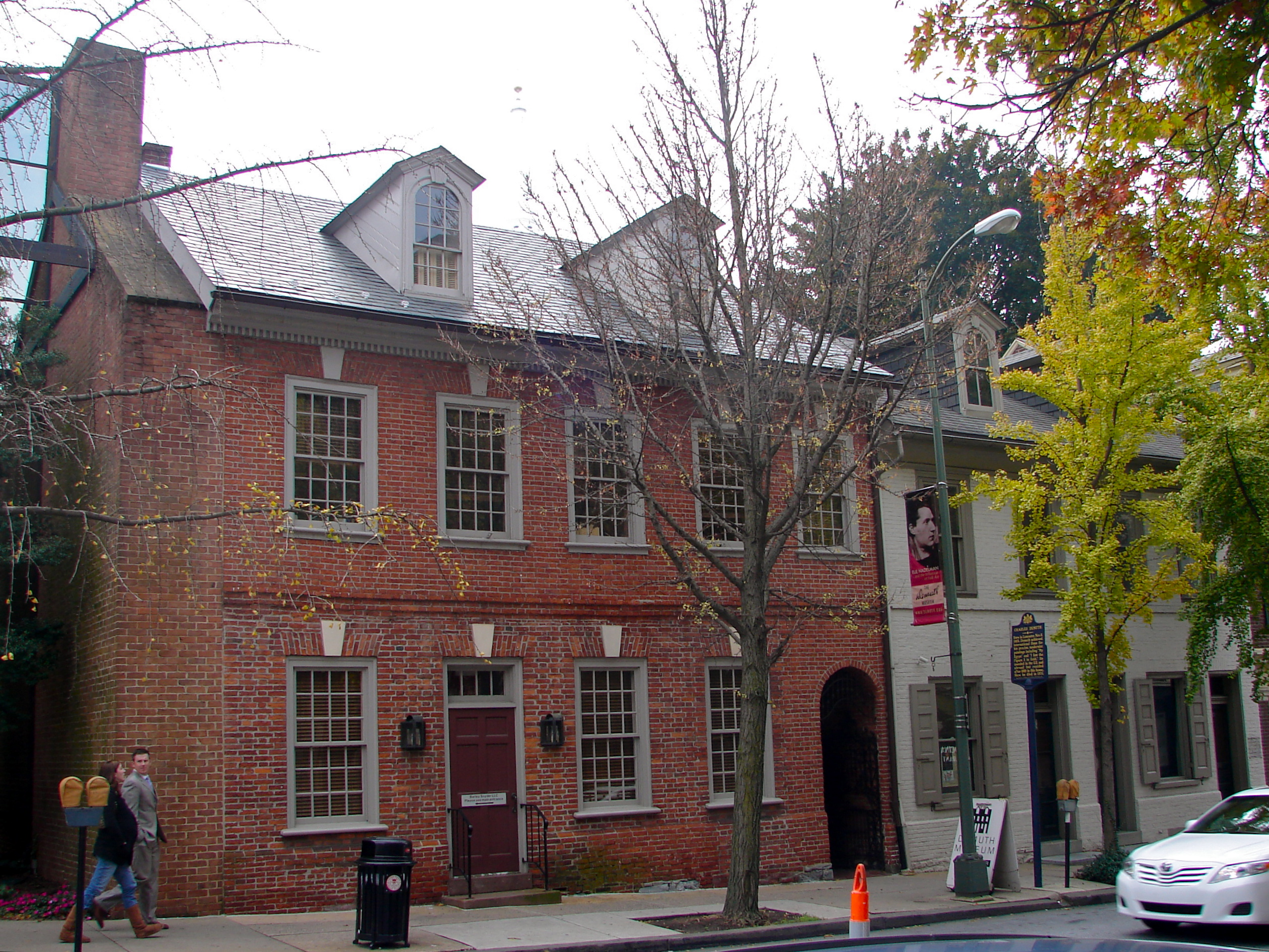
Charles Demuths hem i Lancaster, huset är nu Demuth Museum.